# Mels (prénom)
Pour les articles homonymes, voir Mels (homonymie).
Mels (en russe Мэлс) est un prénom masculin d’origine soviétique. Il a été créé par le gouvernement soviétique comme acronyme des principaux vojds du peuple soviétique, à savoir Karl Marx (Маркс), Friedrich Engels (Энгельс), Vladimir Lénine (Ленин) et Joseph Staline (Сталин),.

## Personnes portant le prénom
- Mels Hamzajevitch Yeleussizov (né en 1950), personnalité publique kazakhe et écologiste. Il était candidat à la présidence du Kazakhstan aux élections de 2005 et 2011.
- Mels Fedorovich (ru) (né en 1949 à Pskent, région de Tachkent), était un lutteur de sambo soviétique, entraîneur émérite de l'Ouzbékistan (1982), et en 2022, il est vice-président de la Fédération de judo d'Ouzbékistan.
- Mels Zhamyanovich Sambuev (ru) (1940-1981), était un poète bouriate de l'Union soviétique.

## Personnages fictifs de la culture pop
- Mels est le personnage principal du film russe Stilyagi (2008).